# イングランドの国歌
イングランドの国歌は公式に定められたものはないが、その役割を果たす多くの曲が存在する。ほとんどのスポーツのイングランド代表の曲として、イギリス（イングランド他3州の連合国家）の国歌である「国王陛下万歳」が使用されている。

## スポーツにおける現在の国歌
現在以下の曲が使用されている。

### 総合スポーツイベント
- コモンウェルスゲームズではコモンウェルスゲームズ・イングランド代表は、2010年大会では『エルサレム』を勝利の曲として使用した。コモンウェルスゲームズ理事会はイングランドのために国歌を決める世論調査を行った。『女王陛下万歳』『エルサレム』『希望と栄光の国』の3つの提案のうち、『エルサレム』が投票の52%を占め明確に支持された[1]。

### 単独スポーツ競技会
- サッカーの国際試合ではサッカーイングランド代表は『国王陛下万歳』を使用している。
- ラグビーユニオンの国際試合では、ラグビーイングランド代表は『国王陛下万歳』を国歌として使用する一方で『希望と栄光の国』をキックオフ直前の曲としている。
- ラグビーリーグの国際試合ではイングランド代表は『国王陛下万歳』を国歌として使用している。
- テストクリケットの国際試合ではイングランド代表は、2003年から『エルサレム』を入場曲に使用している[2]。
- ラクロスの国際試合ではイングランドラクロス男子代表は『国王陛下万歳』を女子代表は『希望と栄光の国』を国歌として使用している。

## 提案された曲

イギリスのカントリー
ENG
WAL
SCO
NIR

2007年4月20日、英国自由民主党のグレッグ・マルオランド（リーズ・ノースウエスト選挙区選出）庶民院議員は、イングランドは独自の国歌を持つべきだ提案する、討論日未定動議（Early Day Motion (EDM): 議会において議決の対象とはならないが、当該動議に賛同議員が署名を行うことができる。）を庶民院において提出した。このEDMは全てのスポーツ競技団体のために「イングランドの選手と市民が、競技会において、賛成するであろう適切な曲を採用する」ことを求めた。
また、『エルサレム』にイングランドの国歌としての公的な地位を与えることを求めるEDMが保守党の ダニエル・カウシンスキ（シュルーバリー・アットチャム選挙区選出）庶民院議員によって2006年10月16日に提出された。
2008年4月、マルオランドはラグビーリーグ・イングランド代表に、オーストラリアでの2008年秋に開催されるラグビーワールドカップにおいて『女王陛下万歳』ではなく "イングランド国歌" を使用するよう求めた。4月28日、マルオランドは新たなEDMを提出した。このEDMでは、ラグビーリーグワールドカップに参加するスコットランドとウェールズが独自の国歌を使用すると考えられることから、イングランドは連合王国国歌よりもイングランド国歌を使うよう呼び掛け、イングランドのラグビーリーグファンはイングランド国歌を選ぶ機会を与えられるべきであると提案した。
しかし、実際のワールドカップにおいては『女王陛下万歳』が使用された。
2010年の4月23日の聖ジョージの日に、イングランド・コモンウェルスゲームズ理事会は、2010年にインドのデリーで開催されるコモンウェルスゲームズ大会で演奏される曲をイングランド市民が決定するための投票を行った。投票者は『女王陛下万歳』『エルサレム』『希望と栄光の国』の中からイングランド代表の歌として使われる曲を選ぶことができた。5月30日に『エルサレム』が52%の支持を得たことが発表された。

### エルサレム

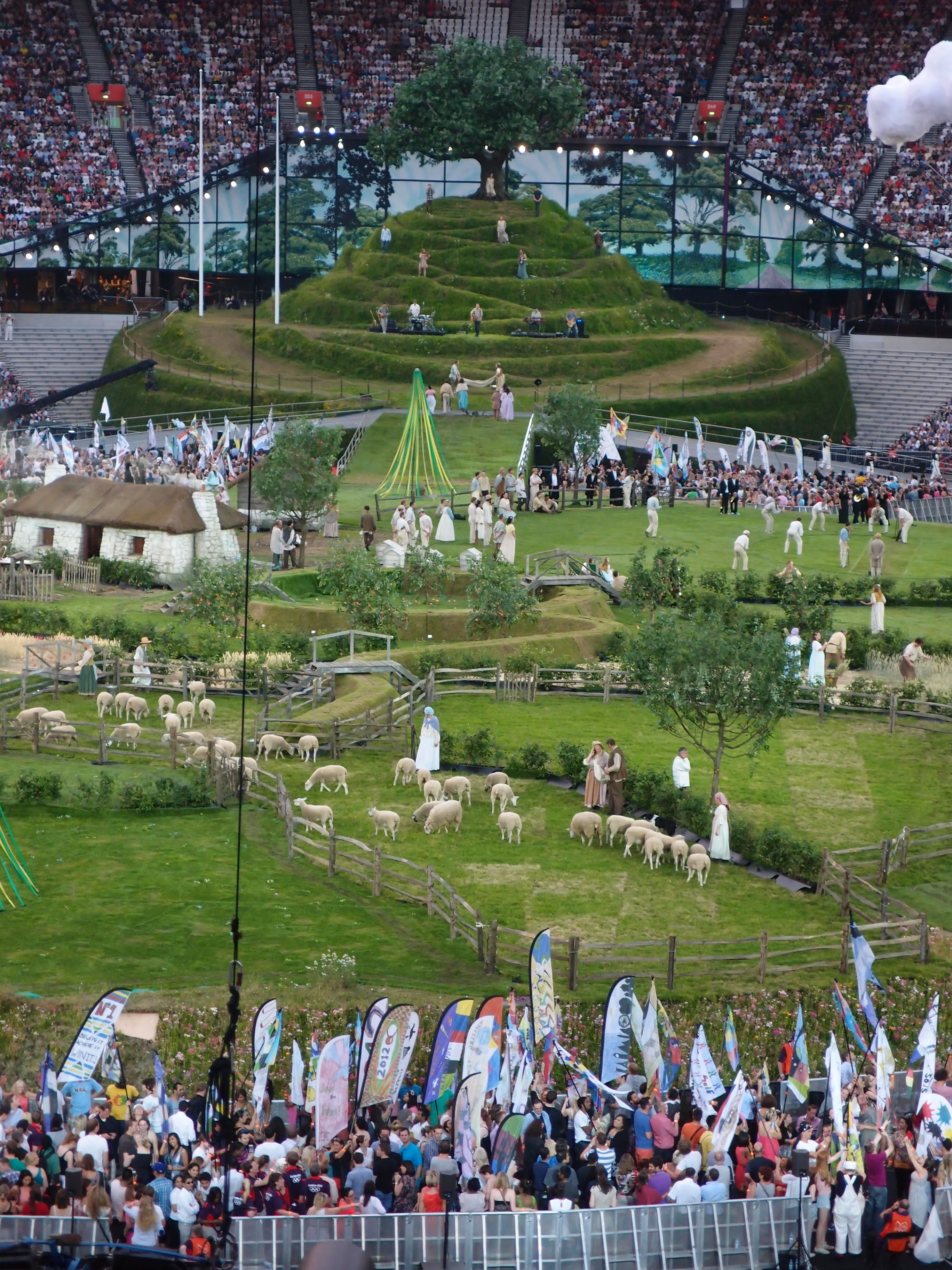
2012年ロンドンオリンピックの開会式の冒頭の英国の農村風景のアトラクション。少年による『エルサレム』の歌唱の中で演じられた。

ウィリアム・ブレイクの詩「古代あの足が（"And did those feet in ancient time"）」のもっとも知られているものは、ヒューバート・パリーによる音楽と、エドワード・エルガーによるオーケストレーションによる1922年のリーズ音楽祭のための大規模管弦楽のためのものである。管弦楽版を初めて聞いたときにジョージ5世は『エルサレム』は国歌として『国王陛下万歳』に替わると発言していた。
『エルサレム』は『希望と栄光の国』とともにBBCプロムスのラストナイトで演奏されるのが恒例である。この曲は労働党によって1945年の総選挙で、クレメント・アトリーが「我々は『新しいエルサレム』を打ち建てるであろう」とキャンペーンスローガンとして使用された。 w:Women's Instituteの非公式の歌となっており、歴史的にNational Union of Suffrage Societiesによって使用されてきた。また保守党の党大会においても歌われてきた。
『エルサレム』は聖ジョージの日にイングランドの大聖堂、教会と礼拝堂の儀式と退出時の讃美歌のひとつして歌われていた。教会の中には「エルサレムの日曜日」にこの讃美歌を歌っている。「エルサレムの日曜日」とは聖地エルサレムを祝福するための日のひとつで世界中の英国国教会と同様にアメリカ合衆国のアメリカ聖公会で営まれている。しかし英国国教会の聖職者の中には、この曲が行き過ぎた民族主義的なものであり、神への祈りではないと考えて、教会での使用の許可を「拒否していた」、あるいは「拒否してきた」ものもいる。上記の議員の討論日未定動議のように『エルサレム』に公的な地位を与える呼びかけがなされてきた。w:Fat Lesによる『エルサレム』の演奏のひとつが、イングランドサッカー協会によってw:UEFA Euro 2000 のイングランド代表の公式ソングに採用された。『エルサレム』は2003年以来、イングランド・ウェールズクリケット会議（ECB）の公式讃美歌であり、プレー開始とテストマッチの前の両方で演奏されてきた。しかしw:2010 ICC World Twenty20とw:2010–11 Ashes seriesでは『女王陛下万歳』が歌われた。

### 希望と栄光の国

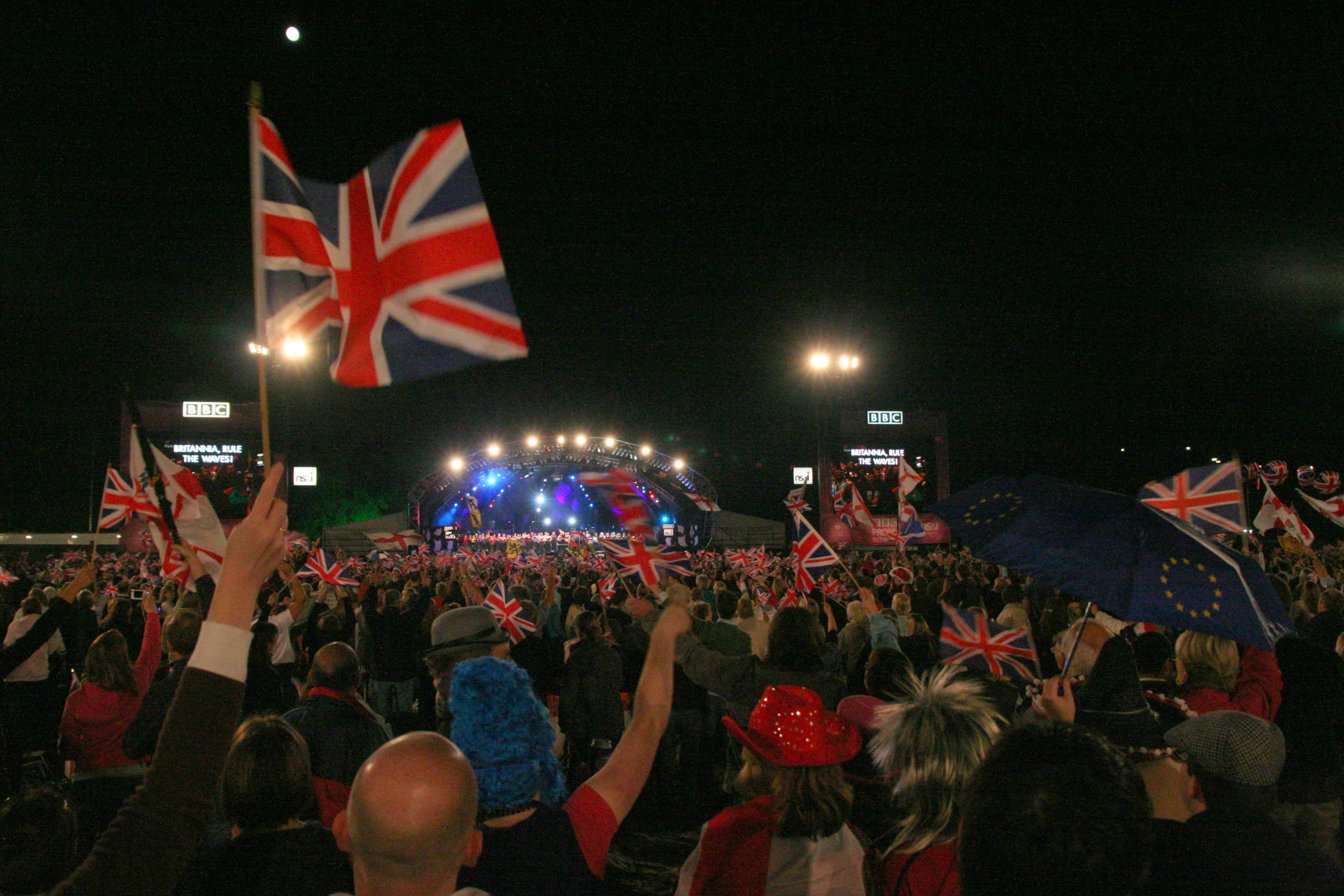
BBCプロムスのラストナイト。『希望と栄光の国』は観衆が国旗を振る中で歌われる。

『希望と栄光の国』は、長きにわたりBBCプロムスのラストナイトで旗が振られる中で演奏されてきた。
ラグビーの国際試合では、イングランドはしばしば『希望と栄光の国』をチームの国歌として歌った（しかし2005年から『女王陛下万歳』に切り替えられた）。この曲は、2010年に『エルサレム』が採用されるまで、コモンウェルスゲームスのイングランドの勝利の曲としてイングランド代表に使用された。イングランドには公式な国歌はなく、通常イギリスの公式な国歌である『女王陛下万歳』をスポーツイベントの際には採用している。しかしながらこれに対して変えるべきだという意見はある。2006年のBBCによる統計では55%のイングランド市民が『希望と栄光の国』が『女王陛下万歳』よりイングランド国歌にふさわしいということが示唆されている。

## 他のイングランドの愛国歌
『我は汝に誓う、我が祖国よ』は有力なイングランド国歌候補である。しかしながらこの曲は第一次世界大戦の戦没者追悼と常に結びついている。
他のイングランド国歌になりうる愛国曲には『Rose of England』のような伝統的な歌もある。1937年にアイヴァー・ノヴェロ がミュージカルCrest of the Waveのために書きヴェラ・リンによって人気を博した。歌詞の花はイングランドの国章に使用されているテューダー・ローズである。"w:There'll Always Be an England"もまた愛国曲であり、1940年に書かれ広まり、第二次世界大戦を通じて高い人気を博した。この曲はw:Ross Parkerと Harry Par-Daviesの作曲で、歌詞は w:Hugh Charlesによる。しそてもっとも人気のあるヴァージョンはヴェラ・リンによる歌唱のものである。English folk singer Maggie Hollandによる"A Place called England" のような現代の愛国曲も提案されており、この曲は2000 BBC Radio 2 Folk Awardsで「ベスト・オリジナル・ソング賞」を受賞した。